# 奧托昆普 (公司)
奥托昆普（芬蘭語：Outokumpu Oyj）是一家总部设在芬兰赫尔辛基的集团公司，主要生产不锈钢。集团在30个国家内雇佣了一万多雇员。奥托昆普作为一个采矿公司有着悠久的历史，至今为生产不锈钢所需的铬铁在芬兰北部凯明马市镇开采铬铁矿。奥托昆普最大的股东为芬兰政府，其直接或间接地拥有26.6%的股权。